# Idiophyes viridis
Idiophyes viridis is een keversoort uit de familie zwamkevers (Endomychidae). De wetenschappelijke naam van de soort werd in 1921 gepubliceerd door Arthur Mills Lea.